# David van Kampen
David van Kampen (Leeuwarden, 1 september 1939) is een Nederlandse schilder, beeldhouwer en tekenaar.

## Leven en werk
Van Kampen volgde een opleiding aan de Gerrit Rietveld Academie in Amsterdam en studeerde af als beeldhouwer en kunstschilder. Hij woonde en werkte achtereenvolgens in Leeuwarden, Bartlehiem, Amsterdam en opnieuw Leeuwarden. Naast beelden maakt hij onder andere reliëfschilderijen.

## Werken in de openbare ruimte (selectie)
- Mens en dier (1968), Van der Sandeplein, Wolvega
- Spelende kinderen (1977), Hurdegaryp
- Boeren (1978) aan de Snekerkade in Leeuwarden
- De fisker (1978), Earnewald
- De Tweeling (1982), Wigerathorp in Gerkesklooster
- Tuinder (1982), Huizum
- Gemeentelijk monument (1985), Hoofdweg in Damwoude
- Organische vorm uit de prehistorie (pleistoceen), Bergum
- De Mollenvanger (1999), Nijkamp in Harkema
- Monument voor de cichoreiteelt (2004), Kooilaan, Wouterswoude